# Rio Damuji (390)
Rio Damuji (390) je oceánská hlídková loď (někdy je nesprávně uváděno fregata, nebo korveta) kubánského revolučního námořnictva, vzniklá přestavbou rybářského trawleru. Je to největší kubánská válečná loď. Je vlajkovou lodí kubánského námořnictva. Dle některých pramenů Kuba provozuje nejméně jednu další obdobně přestavěnou ozbrojenou rybářskou loď.

## Stavba
Plavidlo bylo postaveno ve Španělsku jako rybářský trawler pro kubánský rybářský průmysl. Byla to první jednotka třídy čítající 26 plavidel. Trup byl na vodu spuštěn roku 1972. Přestavba na hlídkovou loď proběhla v letech 2006–2007.

## Konstrukce
Plavidlo na přídi nese dva vypouštěcí kontejnery s protilodními střelami P-15 Termit (v kódu NATO SS-N-2 Styx). Ty byly nejspíše sejmuty z vyřazených starších kubánských raketových člunů třídy Osa II. Plavidlo však postrádá potřebnou naváděcí elektroniku (radar Square Tie), takže nejspíše nese pouze střely s infračerveným naváděním, které lze vystřelit „naslepo“. Hlavňovou výzbroj tvoří dva 57mm kanóny v dělové věži ze systému ZSU-57-2 na přídi (některé prameny chybně uvádí věž z tanku T-54/T-55 se 100mm kanónem), dva 25mm dvojkanóny a několik lehkých palných zbraní. Na zádi se nachází přistávací plocha pro jeden vrtulník. Loď není vybavena hangárem. Pohonný systém tvoří jeden diesel, lodní šroub je jeden. Nejvyšší rychlost dosahuje 15 uzlů.